# Ascension-szigeti guvat
Az ascension-szigeti guvat (Mundia elpenor) a madarak osztályának darualakúak (Gruiformes) rendjébe és a guvatfélék (Rallidae) családjába tartozó kihalt faj.

## Eltőfordulása
A faj kizárólag az Atlanti-óceán déli részén található Szent Ilona Ascension-szigeten élt egykor.

## Megjelenése
A faj kizárólag Peter Mundy természetkutató 1656-os utazásáról készült beszámolójából, az abban szereplő ábrázolásról és csontmaradványairól ismert. Csontjait Philip Ashmole és Storrs Lovejoy Olson találták meg az 1960-as és az 1970-es években a szigeten.
Mundy leírása alapján nagyjából 22 centiméter hosszú, szürkés színű, fekete-fehérrel tarkázott madár volt. Mint oly sok szigetlakó guvatfaj, az a faj is röpképtelenné vált, mivel nem éltek emlős ragadozók a szigeten, melyek elől repülve kellett volna menekülnie.

## Rendszertani besorolása
Korábban a fajt a szintén kihalt Szent Ilona-szigeti guvattal együtt az Atlantisia nembe sorolták, melynek egyetlen élő képviselője az Atlantisz-guvat, mely a Tristan da Cunha szigetcsoport egyik kis szigetén él.
A faj maradványainak csonttani vizsgálatai bebizonyították, hogy ezek a fajok nem voltak egymással olyan közeli rokonok, mint azt korábban gondolták. Emiatt a fajt önálló nemzetségbe sorolták, melynek az őt felfedező Peter Mundy tiszteletére Mundia nevet adományozták.

## Életmódja
Életmódjáról kizárólag Mundy korabeli beszámolója nyomán tudunk valamit. Eszerint Ascension szigetének nyílt, száraz területein volt honos. Tápláléka csaknem kizárólag a szigeten óriási kolóniákban költő füstös csérek (Onychoprion fuscata) tojásai voltak. Rövid, erős lábain gyorsan tudott szaladni.

## Kihalása
Kihalása feltehetően nagyban összefügg a szigeteken megjelenő patkányokkal, melyek különböző hajókról a 18. század során települtek be a szigetre. Elképzelhető, hogy az első állandó települések 1815-ös megalapításakor még élt, de az ezután megjelenő macskák végképp kiirtották a fajt.

## Fordítás
- Ez a szócikk részben vagy egészben  az   Ascension-Ralle című német Wikipédia-szócikk ezen változatának fordításán alapul.  Az eredeti cikk szerkesztőit annak laptörténete sorolja fel. Ez a jelzés csupán a megfogalmazás eredetét és a szerzői jogokat jelzi, nem szolgál a cikkben szereplő információk forrásmegjelöléseként.